# Penstemon auriberbis
Penstemon auriberbis är en grobladsväxtart som beskrevs av Francis Whittier Pennell. Penstemon auriberbis ingår i släktet penstemoner, och familjen grobladsväxter. Inga underarter finns listade i Catalogue of Life.